# Lass uns gehen
Lass uns gehen ist ein Lied der deutschen Pop-Rock-Band Revolverheld. Das Stück ist die dritte Singleauskopplung aus ihrem vierten Studioalbum Immer in Bewegung und Siegertitel des Bundesvision Song Contest 2014.

## Entstehung und Artwork
Geschrieben wurde das Lied von Niels Grötsch, Kristoffer Hünecke, Jakob Sinn und Johannes Strate. Produziert wurde die Single von Philipp Steinke, als Koproduzent stand ihm Clemens Matznick zur Seite. Neben der Produktion zeichneten sich beide ebenfalls für die Aufnahme zuständig. Das Mastering erfolgte durch 24-96 Mastering in Karlsruhe unter der Leitung von Robin Schmidt. Abgemischt wurde das Lied bei Hansa Mix Room in Berlin unter der Leitung von Moritz Enders. Als weitere Instrumentalisten wurden Chris Rodriguez am Bass und Philipp Steinke am Keyboard engagiert. Das Lied wurde unter dem Musiklabel Columbia Records veröffentlicht. Auf dem Cover der Maxi-Single sind – neben der Aufschrift des Künstlers und des Liedtitels – die Großbuchstaben R und H, vor dem Hintergrund einer Strandkulisse, zu sehen. Das Coverbild ist identisch mit dem des Albums, nur die Hintergrundgestaltung weicht vom Original ab. Das Coverbild wurde von Benedikt Schnermann geschossen und von Stefan Mückner designt.

## Veröffentlichung und Promotion
Die Erstveröffentlichung von Lass uns gehen erfolgte am 15. Juli 2014 als Einzeldownload. Die Veröffentlichung der physischen Single folgte zwei Monate später am 12. September 2014 in Deutschland, Österreich und der Schweiz. Die Maxi-Single erschien als 2-Track-Single und beinhaltet eine von Helgi Jonsson getätigten Remixversion zu Lass uns gehen mit dem Titel „Island Version“ als B-Seite.
Um das Lied zu bewerben, folgten unter anderem Liveauftritte zur Hauptsendezeit in der Eurovision-Show Die große Grillshow, bei Geht’s noch?! Kayas Woche, in der Single-Jahreschartsausgabe der ultimativen Chartshow und während der Grand Prix Party auf der Hamburger Reeperbahn im Anschluss des Eurovision Song Contest 2015. Im September 2014 untermalte Lass uns gehen Werbespots für den deutschen Musikstreaming-Dienst Ampya und dem deutschen Fernsehsender RTL II.
EM-Song für besorgte Bürger
Im Vorfeld zur Fußball-Europameisterschaft 2016 sorgte AfD-Politiker Alexander Gauland mit seiner Bemerkung über Jérôme Boateng für einen Eklat, als er in einem Gespräch mit der Frankfurter Allgemeinen Sonntagszeitung behauptete: „Die Leute finden ihn als Fußballspieler gut. Aber sie wollen einen Boateng nicht als Nachbarn haben.“ Das Satiremagazin extra 3 griff dies auf und stellte auf Facebook die Frage: „was machen die jetzt eigentlich während der EM?“. Am 2. Juni 2016 gab das Magazin während seiner neusten Ausgabe eine musikalische Antwort hierzu: Der Moderator Christian Ehring präsentierte zusammen mit Revolverheld und dem Autor Heinz Strunk (Die Partei-Mitglied) einen EM-Song für die „besorgten Bürger“, wobei es sich um eine abgewandelte Version von Lass uns gehen handelt.

## Inhalt
Der Liedtext zu Lass uns gehen ist in deutscher Sprache verfasst. Die Musik wurde von Niels Grötsch, Kristoffer Hünecke, Jakob Sinn und Johannes Strate und der Text von Kristoffer Hünecke und Johannes Strate verfasst. Musikalisch bewegt sich das Lied im Bereich des Pop-Rocks. Neben dem Hauptgesang von Strate sind im Hintergrund auch die restlichen Mitglieder von Revolverheld, sowie die beiden an der Produktion beteiligten Musiker Chris Rodriguez und Philipp Steinke und die Sänger Jonatha Brooke, Anne de Wolff, Ulrich Rode und Valentine Romanski zu hören.
Im Lied geht es um Entschleunigung: Raus aus dem Alltag und weg von Dingen, die stressen oder langweilen, hin zur Freiheit und zum guten Leben, so der Tenor. Der Text thematisiert dabei auch, dass Menschen viel zu oft nicht merken, wie gefangen sie von vermeintlich wichtigen Alltagsproblemen sind.
| „Lass uns hier raus. Hinter Hamburg, Berlin oder Köln, hört der Regen auf Straßen zu füllen. Hör’n wir endlich mal wieder, das Meer und die Wellen. Lass uns gehen, lass uns gehen, lass uns gehen.“ – Refrain, Originalauszug | „Für uns bist Du raus; denn in Hamburg, Berlin oder Köln, freu’n die Menschen sich auf die EM. Özil für Deutschland und Can und Sané. Kein Problem, kein Problem, kein Problem. Boateng und Gómez tut nicht weh, auch Mustafi ist beim DFB. Und Khedira ist deutsch, das hält man gut aus. Wir schau’n E, schau’n M, Olé.“ – Refrain, EM-Song für die besorgten Bürger |

## Bundesvision Song Contest 2014
Revolverheld gewannen den Bundesvision Song Contest 2014 für ihr Bundesland Bremen mit 56 Punkten Vorsprung vor der für Rheinland-Pfalz antretenden Band Jupiter Jones mit dem Lied Plötzlich hält die Welt an (124 Punkte). Während der Punktevergabe aller 16 Bundesländer setzten sich Revolverheld schon früh mit klarem Abstand vor ihren Mitkonkurrenten ab. Aus ihrer Heimat Bremen und neun weiteren Bundesländern bekamen sie jeweils die volle Punktzahl. Im Vorfeld der Auftritte wurden zur Promotion kleine Einspieler gezeigt, wo Stefan Raab zusammen mit den Heavytones die Interpreten in einem Proberaum trafen. Hierbei spielten sie alle zusammen eine Akustikversion ihres ersten Beitrages Freunde bleiben. Während ihres Auftrittes nahmen sie Bezug auf ihr dazugehöriges Musikvideo, indem sie den Anfang des Videos als Marionetten darstellten.
Für Revolverheld war dies bereits die zweite Teilnahme an diesem Wettbewerb. Bereits 2006 traten sie ebenfalls für Bremen mit dem Titel Freunde bleiben an und belegten damals den zweiten Platz hinter Seeed, die für Berlin mit dem Lied Ding gewannen. Für Bremen ist es der erste Sieg beim BSC.
Auf die Frage, wieso sie erneut teilnehmen, sagten sie in einem Interview mit tvtotal folgendes: „Der BuviSoCo ist ein großes Familientreffen. Viele befreundete Bands sind auch dieses Jahr wieder dabei. Das gibt am Schluss immer eine passable Party. Außerdem gibt es im deutschen TV keine andere Sendung, in der deutschsprachige Musik eine so große Aufmerksamkeit bekommt.“
Aktuelle Rekorde:
- Anzahl der meisten 12-Punkte-Vergaben: 10
- Höchste Punktzahl, die im Wettbewerb erreicht wurde: 180
- Höchster Abstand zwischen dem Erst- und Zweitplatzierten: 56
- Niedrigste Höchstpunktzahl: 10 (Zusammen mit Peter Fox – Schwarz zu blau und Xavas – Schau nicht mehr zurück)

Punktevergabe
|    |    |    |    |    |    |    |    |    |    |    |    |    |    |    |    | Gesamt |
| -- | -- | -- | -- | -- | -- | -- | -- | -- | -- | -- | -- | -- | -- | -- | -- | ------ |
| 12 | 12 | 12 | 12 | 12 | 12 | 12 | 10 | 12 | 12 | 10 | 10 | 12 | 10 | 10 | 10 | 180    |

Vor dem Wettbewerb wetteten Revolverheld nicht zu gewinnen und ansonsten beim nächsten Werder-Bremen-Heimspiel im Weserstadion aufzutreten. Nach dem Sieg spielte die Band am darauffolgenden Dienstag, dem 23. September 2014 vor dem Spiel gegen den FC Schalke 04 ihren Siegertitel.

## Musikvideo
Das erste Musikvideo zu Lass uns gehen feierte am 21. Juli 2014, auf dem Videoportal Vevo, seine Premiere. Zu sehen sind Konzert- und Backstageausschnitte aus ihrer Immer in Bewegung Tour 2014. Die Gesamtlänge des Videos beträgt 3:25 Minuten. Regie führte Patrick Wulf.
Das zweite Musikvideo feierte am 17. September 2014, auf dem Videoportal MyVideo, seine Premiere. Das Video beginnt mit einer Kindergeburtstagsfeier, wo alle Kinder als Ritter verkleidet sind. Während alle Kinder ins Wohnzimmer stürmen um ein Konzert von Revolverheld zu schauen (Revolverheld als Marionetten), wird ein Junge von einem Mädchen auf einem Pferd abgeholt. Zusammen mit dem Pferd ziehen sie durch die Natur und gehen fischen, lassen einen Drachen steigen, stehlen einen Korb Äpfel, ritzen ihre Initialen (L+L) in einem Baum und toben sich in einem Haufen von Heu aus. Zum Schluss stehen beide zusammen mit dem Pferd vor einem großen Schloss. Das Video endet damit, dass sie sich wie ein verliebtes Pärchen die Hand geben und mit ihrem Pferd weiterziehen. Die Gesamtlänge des Videos beträgt 3:33 Minuten.

## Mitwirkende
| Liedproduktion - Jonatha Brooke: Hintergrundgesang - Anne de Wolff: Hintergrundgesang - Moritz Enders: Abmischung - Niels Grötsch: Gitarre, Hintergrundgesang, Komponist - Kristoffer Hünecke: Gitarre, Hintergrundgesang, Komponist, Liedtexter - Clemens Matznick: Koproduzent, Tonmeister - Sönke Reich: Drum Tuning - Ulrich Rode: Hintergrundgesang - Chris Rodriguez: Bass, Hintergrundgesang - Valentine Romanski: Hintergrundgesang - Robin Schmidt: Mastering - Jakob Sinn: Hintergrundgesang, Komponist, Perkussion, Schlagzeug - Philipp Steinke: Hintergrundgesang, Keyboard, Musikproduzent, Tonmeister - Johannes Strate: Gesang, Gitarre, Komponist, Liedtexter | Artwork - Stefan Mückner: Design (Coverbild) - Benedikt Schnermann: Fotograf (Coverbild) - Patrick Wulf: Regisseur (Musikvideo) Unternehmen - 24-96 Mastering: Mastering - Columbia Records: Musiklabel - Hansa Mix Room: Abmischung - Sony Music Entertainment: Vertrieb |

## Rezensionen
Der ehemalige deutsche Fußballnationalspieler Marco Bode schrieb im „Track by Track“ folgendes über Lass uns gehen:

„Schöner, leicht melancholischer Song über die Sehnsucht nach Ruhe, Natur und der Zeit, sich mal wieder mit den wichtigen Fragen des Lebens zu beschäftigen. Routiniert und ohne unangemessene Effekte, so klingt “Lass uns gehen”, und ist trotzdem schwer einzuordnen in ein bestimmtes Genre. Gut so, denn so steht der nachdenkliche Text im Vordergrund, der uns alle auffordert, den Kopf mal wieder aus dem Kaninchenfell zu strecken und über den Sinn hinter dem stressigen Alltag nachzudenken.“

## Kommerzieller Erfolg

### Chartplatzierungen
Lass uns gehen erreichte in Deutschland Position vier der Singlecharts und konnte sich insgesamt drei Wochen in den Top 10 und 29 Wochen in den Charts halten. In Österreich erreichte die Single in sieben Chartwochen Position 39 der Charts. Obwohl es das Lied nicht auf Platz eins in Deutschland schaffte, war es trotzdem für einen Zeitraum von zwei Wochen das erfolgreichste deutschsprachige Lied in den deutschen Singlecharts. 2014 platzierte sich die Single auf Position 68 in den deutschen Single-Jahrescharts.
Für Revolverheld ist dies bereits der 14. Charterfolg in Deutschland sowie der zehnte Charterfolg in Österreich. In Deutschland ist es ihr fünfter Top-10-Erfolg. Mit Lass uns gehen erreichten Revolverheld nach Helden 2008 die zweithöchste Chartplatzierung in den deutschen Singlecharts.
| ChartsChartplatzierungen | Höchstplatzierung | Wochen |
| ------------------------ | ----------------- | ------ |
| Deutschland (GfK)        | 4 (35 Wo.)        | 35     |
| Österreich (Ö3)          | 39 (7 Wo.)        | 7      |

| ChartsJahrescharts (2014) | Platzierung |
| ------------------------- | ----------- |
| Deutschland (GfK)         | 68          |

### Auszeichnungen für Musikverkäufe
Im März 2015 wurde Lass uns gehen in Deutschland mit einer Goldenen Schallplatte für über 150.000 verkaufte Einheiten ausgezeichnet.

| Land/Region        | Auszeichnungen für Musikverkäufe (Land/Region, Auszeichnung, Verkäufe) | Verkäufe |
| ------------------ | ---------------------------------------------------------------------- | -------- |
| Deutschland (BVMI) | Gold                                                                   | 150.000  |
| Insgesamt          | 1× Gold ·                                                              | 150.000  |

## Coverversionen
- 2018: Der irische Pop-Rock-Sänger Rea Garvey coverte das Stück im Rahmen der VOX-Musiksendung Sing meinen Song – Das Tauschkonzert und stellte es in der Auftaktsendung der fünften Staffel – am Themenabend von Johannes Strate/Revolverheld – vor. Die Strophen verfasste er dabei neu in englischer Sprache; den Refrain ließ er im Original. Es war das erste Mal, dass Garvey mit einem deutschsprachigen Titel auftrat.[16] Das Stück ist auch auf dem dazugehörigen Sampler zu finden.[17]